# Mimosa implexa
Mimosa implexa är en ärtväxtart som beskrevs av George Bentham. Mimosa implexa ingår i släktet mimosor, och familjen ärtväxter. IUCN kategoriserar arten globalt som otillräckligt studerad. Inga underarter finns listade i Catalogue of Life.